# IC 5162
IC 5162 је спирална галаксија у сазвјежђу Индијанац која се налази на листи објеката дубоког неба у Индекс каталогу.
Деклинација објекта је - 52° 42' 49" а ректасцензија 22h 8m 2,9s. Привидна величина (магнитуда) објекта IC 5162 износи 14,3 а фотографска магнитуда 15,1. IC 5162 је још познат и под ознакама ESO 189-25, AM 2204-525, PGC 68108.